# Muzaiko

Logo di Muzaiko

Muzaiko è una webradio interamente in lingua esperanto con programmazione generalista, la prima del genere ad avere una trasmissione di 24 ore su 24 e 7 giorni su 7.

## Storia
Nell'aprile 2011, durante il Congresso Britannico di Esperanto, si formò un gruppo spontaneo accomunato dall'idea di creare una radio generalista che trasmettesse in modo continuativo (24/24 e 7 giorni su 7) esclusivamente in lingua esperanto. Benché già esistessero molti progetti analoghi, la novità consisteva nella formula proposta, cioè il raggiungimento del risultato con una collaborazione diffusa, spontanea e realizzata con piccoli interventi. Così venne costituita una mailing list, la quale crebbe rapidamente e permise di passare dalla semplice proposta al progetto vero e proprio. Il primo passo fu la scelta del nome stesso; tra le tante proposte presentate dai partecipanti alla discussione, fu scelta quella che riassumeva meglio il modus operandi dell'emittente: il nome Muzaiko, infatti, è la combinazione delle parole "muziko" (musica) e "mozaiko" (mosaico) e ciò viene rappresentato anche graficamente nel logo, riflettendo dunque l'idea di una prodotto (eterogeneo) derivato dalla composizione di singole piccole parti. Per la messa in onda venne scelto provvisoriamente il server Radionomy, un servizio che ospita webradio in cambio di pubblicità. Il 1º luglio dello stesso anno Muzaiko iniziò la prima trasmissione tramite hosting e questa al momento è ancora la modalità utilizzata, benché sia previsto il passaggio alla trasmissione in proprio, secondo l'idea originale. La nascita dell'emittente Muzaiko ha segnato un momento di evoluzione nella storia dell'Esperanto mondiale, poiché le altre realtà radiofoniche - attuali o precedenti - o sono limitate alla esclusiva trasmissione di musica (come il shoutcast La Muse Dancejo) o hanno una programmazione in due o più lingue (come Radio Aktiva); altre radio generaliste hanno, invece, una messa in onda limitata (come la radio dell'Associazione Esperantista Ungherese e Varsovia Vento oppure archivi come Radio Verda), o addirittura sono parte di una programmazione più ampia e varia (rubriche di Rai, Radio Vaticana, Radio Habana Cuba, Radio Cina Internazionale, Radio Libertaire e altre).

## Squadra
Fin dall'inizio il progetto si è formato dalla cooperazione volontaria e informale di un gruppo internazionale di giovani esperantisti, attraverso internet. Il lavoro viene svolto principalmente tramite mailing list (una generica e alcune specifiche) e con conferenze virtuali a mezzo Skype. Tuttavia i collaboratori riescono a organizzare riunioni e incontri di persona, in occasione di un qualsiasi raduno esperantista (per esempio, la redazione di Muzaiko fu presente durante lo JES del 2011/2012). Benché si sia già formata una redazione, il gruppo non si costituisce come una organizzazione chiusa ed è alla continua ricerca di nuovi collaboratori in un percorso di crescita costante, a cui ha dedicato una pagina specifica sul proprio sito.

## Programmazione
La programmazione provvisoria ha raggiunto dal 3 ottobre del 2011 un palinsesto di 3 ore giornaliere, di cui un'ora di materiale inedito. Questo viene ripetuto ciclicamente sulle 24 ore al fine di poter coprire tutte le realtà internazionali che vivono in fusi orari diversi. La durata del palinsesto definitivo, secondo le previsioni, dovrebbe attestarsi sulle 5 o 6 ore, che è lo standard delle emittenti non commerciali. La radio trasmette musica, un radiogiornale, attualità, interviste, cultura, conferenze e perfino pubblicità del e dal mondo esperantista; viene anche proposta una selezione di altri podcast.